# Вольф, Давид
Давид Вольф (нем. David Wolf; род. 15 сентября 1989, Дюссельдорф) — немецкий хоккеист, нападающий. Игрок сборной Германии по хоккею с шайбой.

## Биография
Родился в Дюссельдорфе в 1989 году. Отец — немецкий хоккеист Манфред Вольф. Воспитанник хоккейной школы Мангейма, выступал за команду в юношеских чемпионатах. В сезоне 2006/07 сыграл 1 матч в третьей по силе лиге Германии за команду «Хайльброннер Фалькен». С 2007 по 2009 год играл за команду второй лиги «Криммичау». В сезоне 2009/10 дебютировал в высшей лиге Германии за команду «Ганновер Скорпионс». Вместе с командой стал чемпионом Германии.
За команду из Ганновера провёл два сезона, после чего перешёл в команду «Гамбург Фризерс», где отыграл ещё три сезона. В 2014 году подписал контракт новичка с клубом Национальной хоккейной лиги «Калгари Флэймз». Дебютировал в НХЛ 31 января 2015 года в матче против команды «Эдмонтон Ойлерз», провёл на льду 7 с половиной минут. Всего в том сезоне провёл 3 матча, очков за результативность не набрал. Также выступал в Американской хоккейной лиге за клуб «Адирондак Флэймз», сыграл 60 матчей, забросил 20 шайб и отдал 18 голевых пасов.
В сезоне 2015/16 выступал в чемпионате Германии за «Гамбург Фризерс». По окончании сезона перешёл в клуб «Адлер Мангейм». В 2019 году вместе с командой стал чемпионом Германии.
Выступал за юниорскую и молодёжную сборные Германии на молодёжных турнирах. В 2017 году дебютировал на чемпионате мира по хоккею с шайбой за главную национальную сборную.